# Marcela Walerstein
Marcela Walerstein (* 1971 in Apure) ist eine venezolanische Schauspielerin. Bekannt wurde sie vor allem als Emmanuelle-Darstellerin in einer siebenteiligen TV-Filmreihe.
1989 nahm sie an der Wahl zur Miss Venezuela teil. Im September 1992 war Walerstein in der ungarischen Ausgabe des Playboy abgebildet. Ihr Schaffen als Schauspielerin umfasst annähernd zwei Dutzend Produktionen.

## Filmografie (Auswahl)
- 1991: Jet Marbella Set
- 1991: Solo o en companía de otros
- 1991: El amor si tiene cura
- 1992: Crónicas del mal (Fernsehserie, Folge 1x10)
- 1993: El laberinto griego
- 1993: Emmanuelles Freundin (L’amour d’Emmanuelle)
- 1993: Emmanuelle in Tibet (Éternelle Emmanuelle)
- 1993: Emmanuelles Zauber (Magique Emmanuelle)
- 1993: Emmanuelles Parfüm (Le parfum d’Emmanuelle)
- 1993: Emmanuelle in Afrika (La revanche d’Emmanuelle)
- 1993: Emmanuelle in Venedig (Emmanuelle à Venise)
- 1993: Emmanuelles Geheimnis (Le secret d’Emmanuelle)
- 1994: Una chica entre un millón
- 1994: La leyenda de la doncella
- 1994 Canguros (Fernsehserie, Folge 1x06)
- 1994–1995: Hermanos de leche (Fernsehserie, 3 Folgen)
- 1999: Ellas son así (Fernsehserie, Folge 2x08)
- 2001: El cielo abierto
- 2001: Manolito Gafotas ¡Mola ser jefe!
- 2005: Las llaves de la independencia